# 少年阿霸士
《少年阿霸士》，公視人生劇展「部落三部曲」之二（另兩部為《瑪雅的彩虹》及《瓦旦的酒瓶》），鄭文堂執導，曾入圍第36屆金鐘獎單元劇導演（導播）獎。

## 劇情簡介
泰雅族青年林致強，在朋友小孟的女友阿芳的拜託下，陪著阿芳一同回到部落裡尋找她從未謀面的父親。同樣身為台灣原住民族，阿強因為自己的泰雅族身份感到自卑，不願意承認自己是泰雅族的子孫；而從小在都市長大的阿芳雖然擁有原住民血統，卻對自己的傳統感到陌生。在這段尋找部落的旅途中，兩人重新認識了部落與原住民的傳統精神，也對自己的身份認同有了新的體會。

## 演員
- 馬志翔 飾 阿強
- 胡昭芬 飾 阿芳
- 戴立忍 飾 黃勝豐
- 莫子儀 飾 小孟
- 宋錦波 飾 馬紹
- 林榮民 飾 巴耐
- 曾傳文 飾 阿霸士
- 彌迦·穌路 飾 母親

## 獎項
- 2001年：入圍第36屆金鐘獎單元劇導演（導播）獎。

## 外部連結
- 開眼電影網上《少年阿霸士》的資料（繁體中文）
- 豆瓣电影上《少年阿霸士》的資料 （简体中文）